# Tropická cyklóna

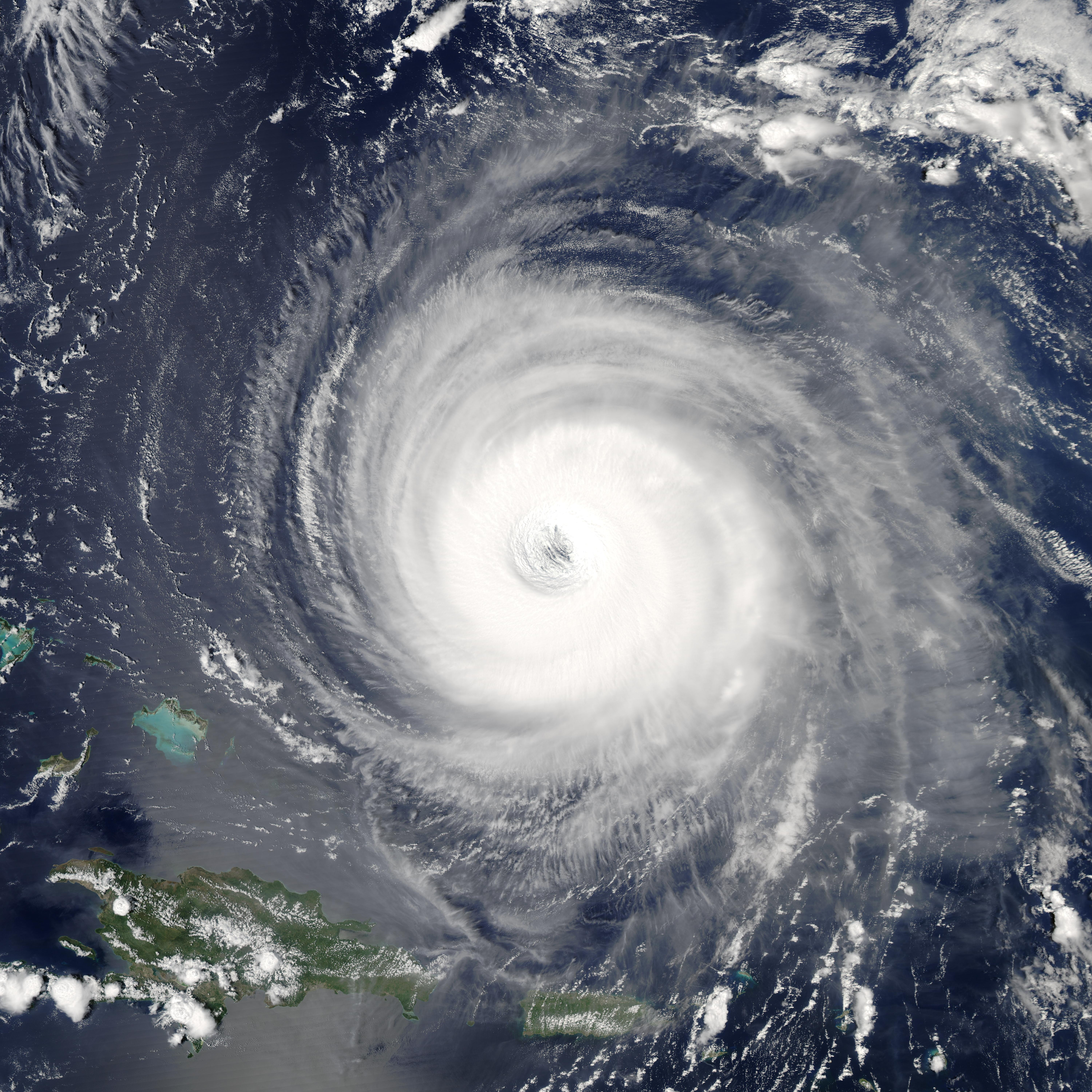
Snímek hurikánu Isabel (5. kategorie) severně od Portorika v Karibiku dne 14. září 2003. Pořízeno satelitem Aqua společnosti NASA v přirozených barvách. Větry v něm vanou ustálenou rychlostí kolem 250 km/h.

Tropická cyklóna je rychle rotující bouřkový systém charakterizovaný středem nízkého tlaku, uzavřenou cirkulací v nízkých hladinách, silným větrem a spirálovitým uspořádáním bouřek, které vytvářejí silné deště a smrště. V závislosti na své poloze a síle se tropická cyklóna označuje různými názvy, například hurikán, tajfun, tropická bouře, cyklonální bouře, tropická deprese nebo prostě cyklón. Hurikán je silná tropická cyklóna, která se vyskytuje v Atlantském oceánu nebo v severovýchodní části tropického Tichého oceánu, a tajfun se vyskytuje v severozápadní části tropického Tichého oceánu. V Indickém oceánu a jižním Pacifiku se srovnatelné bouře označují jako „tropické cyklóny“ a takové bouře v Indickém oceánu lze také nazvat „silné cyklonální bouře“.
„Tropická“ odkazuje na geografický původ těchto systémů, které se tvoří téměř výhradně nad tropickými moři. „Cyklóna“ odkazuje na jejich větry, které se pohybují v kruhu a víří kolem jejich centrálního jasného oka. Při pohledu shora na severní polokouli víří proti směru hodinových ručiček a na jižní polokouli ve směru hodinových ručiček. Stáčení větrů do víru je způsobeno Coriolisovou silou. Tropické cyklóny se obvykle tvoří nad velkými vodními plochami s relativně teplou vodou. Energii získávají vypařováním vody z povrchu oceánu, která nakonec kondenzuje v mraky a déšť, když vlhký vzduch stoupá a ochlazuje se až do nasycení. Tento zdroj energie se liší od zdroje energie cyklonálních bouří ve středních zeměpisných šířkách, jako jsou nor'eastery a evropské větrné bouře, které jsou poháněny především horizontálními teplotními kontrasty. Tropické cyklóny mají obvykle průměr od 100 do 2 000 km. Tropické cyklóny každoročně zasahují různé oblasti zeměkoule včetně pobřeží Mexického zálivu, Austrálie, Indie a Bangladéše.
Silné rotující větry tropické cyklóny jsou důsledkem zachování úhlového momentu hybnosti, který je dán rotací Země, když vzduch proudí dovnitř směrem k ose rotace. V důsledku toho se zřídkakdy vytvářejí ve vzdálenosti do 5° od rovníku. Tropické cyklóny se v jižním Atlantiku vyskytují velmi zřídka (i když se občas vyskytnou) kvůli trvale silnému větrnému gradientu a slabé intertropické konvergenční zóně. Naopak Africký východní proud a oblasti atmosférické nestability jsou příčinou vzniku cyklónů v  severním tropickém Atlantském oceánu a v Karibském moři, zatímco cyklóny v blízkosti Austrálie vděčí za svůj vznik asijskému monzunu a teplé oblasti západního Pacifiku.
Hlavním zdrojem energie pro tyto bouře jsou teplé oceánské vody. Tyto bouře jsou proto obvykle nejsilnější nad vodou nebo v její blízkosti a nad pevninou poměrně rychle slábnou. To způsobuje, že tropickými cyklonami trpí hlavně pobřežní oblasti a méně vnitrozemí. Škody na pobřeží mohou být způsobeny silným větrem a deštěm, vysokými vlnami (v důsledku větru), bouřlivými přílivy (v důsledku větru a prudkých změn tlaku) a možností vzniku tornád. Tropické cyklóny nasávají vlhký vzduch z velké oblasti a koncentrují tuto vodu do srážek na mnohem menší ploše. Další doplňování vlhkého vzduchu může způsobit mnohahodinové nebo několikadenní extrémně silné deště až do vzdálenosti 40 km od pobřeží, což je daleko více, než kolik vody se v místní atmosféře nacházelo před příchodem cyklóny.. To pak může vést k záplavám řekami i samotným dešťovým přívalem, případně k celkovému zahlcení místních vodohospodářských struktur na velkém území. Ačkoli jejich účinky na lidskou populaci mohou být ničivé, tropické cyklóny mohou hrát roli při zmírňování sucha, i když toto tvrzení je sporné. Odvádějí také teplo a energii z tropů a přenášejí je do mírných zeměpisných šířek, což hraje důležitou roli při regulaci globálního klimatu.

## Problematika
Tropická cyklóna je obecný termín pro synoptický systém nízkého tlaku vzduchu s teplým jádrem a bez frontální cirkulace nad tropickými nebo subtropickými vodami na celém světě. Tyto systémy mají obvykle dobře definovaný střed, který je vyplněn silnou atmosférickou konvekcí a uzavřenou cirkulací větru v jeho okolí.
Historicky se tropické cyklóny vyskytovaly po celém světě po tisíce let, přičemž jedna z prvních zaznamenaných tropických cyklón se podle odhadů vyskytla v západní Austrálii kolem roku 4000 př. n. l. Než však byly ve 20. století k dispozici satelitní snímky, neexistoval způsob, jak tropickou cyklónu zjistit, pokud nezasáhla pevninu nebo se s ní náhodou nesetkala loď.
V moderní době se na světě každoročně vytvoří v průměru asi 80 až 90 pojmenovaných tropických cyklón, z nichž více než polovina vyvine vítr o síle hurikánu 120 km/h nebo více. Na celém světě se má obecně za to, že tropická cyklóna vznikla, jakmile je pozorován průměrný přízemní vítr přesahující 65 km/h. Předpokládá se, že v této fázi se tropická cyklóna stala soběstačnou a může dále zesilovat bez pomoci okolí.
Přehledový článek studie publikovaný v roce 2021 v časopise Nature Geoscience dospěl k závěru, že geografický rozsah tropických cyklón se pravděpodobně rozšíří směrem k pólům v reakci na oteplování klimatické Hadleyho cirkulace.

## Intenzita
Intenzita tropické cyklóny je založena na rychlosti větru a tlaku; při určování intenzity bouře se často používají vztahy mezi větrem a tlakem. Stupnice tropických cyklón, jako je Saffirova–Simpsonova stupnice hurikánových větrů a australská stupnice (Bureau of Meteorology), používají pro určení kategorie bouře pouze rychlost větru. Nejintenzivnější zaznamenanou bouří na východní polokouli je tajfun Tip v severozápadním Tichém oceánu v roce 1979, který dosáhl minimálního tlaku 870 hPa a maximální trvalé rychlosti větru 305 km/h. Nejvyšší maximální trvalá rychlost větru, která kdy byla zaznamenána, byla 345 km/h při hurikánu Patricia v roce 2015 – nejintenzivnější cyklon, který kdy byl zaznamenán na západní polokouli.

### Faktory ovlivňující intenzitu
Pro vznik a zesílení tropických cyklón je nutná vysoká teplota povrchu moře. Běžně přijímaný minimální rozsah teplot, aby k tomu mohlo dojít, je 26–27 °C, nicméně řada studií navrhuje nižší minimum 25,5 °C. Vyšší teploty povrchu moře vedou k rychlejšímu a někdy i rychlému zesílení. Vysoký obsah tepla v oceánu, známý také jako tepelný potenciál tropických cyklón, umožňuje bouřím dosáhnout vyšší intenzity. Většina tropických cyklón, u nichž dochází k rychlé intenzifikaci, prochází spíše oblastmi s vysokým obsahem tepla oceánu než s nižšími hodnotami. Vysoké hodnoty obsahu tepla oceánu mohou pomoci kompenzovat ochlazení oceánu způsobené průchodem tropické cyklóny a omezit tak vliv tohoto ochlazení na bouři. Rychleji se pohybující systémy jsou schopny dosáhnout vyšší intenzity při nižších hodnotách obsahu tepla oceánu. Pomaleji se pohybující systémy potřebují k dosažení stejné intenzity vyšší hodnoty obsahu tepla v oceánu.
Přechod tropické cyklóny přes oceán způsobuje výrazné ochlazení horních vrstev oceánu, což je proces známý jako upwelling, který může negativně ovlivnit následný vývoj cyklóny. Toto ochlazení je způsobeno především (větrem poháněným) mísením studené vody z hlubších vrstev oceánu s teplými povrchovými vodami. Tento efekt   může bránit dalšímu vývoji cyklóny nebo vést k jejímu oslabení. Další ochlazení může přijít v podobě studené vody z padajících dešťových kapek (to proto, že ve vyšších nadmořských výškách je atmosféra chladnější). Při ochlazování oceánu může hrát roli také oblačnost, která chrání povrch oceánu před přímým slunečním zářením před přechodem bouře a mírně po něm. Všechny tyto účinky mohou dohromady způsobit dramatický pokles teploty povrchu moře na velkém území během několika málo dní. Naopak, míchání moře může vést k tomu, že se teplo dostává do hlubších vod, což může mít vliv na globální klima.
Vertikální střih větru negativně ovlivňuje zesilování tropické cyklóny tím, že vytěsňuje vlhkost a teplo z centra systému. Nízké úrovně vertikálního střihu větru jsou optimální pro zesilování, zatímco silnější střih větru vyvolává zeslabování. Vstup suchého vzduchu do jádra tropické cyklóny má negativní vliv na její vývoj a intenzitu tím, že snižuje atmosférickou konvekci a vnáší asymetrii do struktury bouře. Symetrické, silné odlivové proudění vede k rychlejšímu stupni zesílení, než je pozorováno u jiných systémů, protože zmírňuje lokální střih větru. Slábnoucí odliv je spojen se zeslabením dešťových pásem uvnitř tropické cyklóny.
Velikost tropických cyklón hraje roli v tom, jak rychle zesilují. Menší tropické cyklóny jsou náchylnější k rychlému zesílení než větší. Fudžiwarovým efektem, který zahrnuje interakci mezi dvěma tropickými cyklónami, může dojít k zeslabení a nakonec k rozptýlení slabší ze dvou tropických cyklón tím, že se sníží organizace konvekce systému a dojde k horizontálnímu střihu větru. Tropické cyklóny obvykle zeslábnou, když se nacházejí nad pevninou, protože podmínky jsou často nepříznivé v důsledku nedostatku oceánských sil. Brownův oceánský efekt může tropické cyklóně umožnit udržet nebo zvýšit intenzitu po dopadu na pevninu v případech, kdy došlo k vydatným srážkám, a to díky uvolňování latentního tepla z nasycené půdy. Orografický vztlak může způsobit výrazné zvýšení intenzity konvekce tropické cyklóny, když se její oko přesune nad pohoří, čímž se naruší uzavřená mezní vrstva, která ji omezovala. Trysková proudění mohou intenzitu tropické cyklóny jak zesilovat, tak brzdit, protože ovlivňují odtok bouře i vertikální střih větru.

Schéma tropické cyklóny na severní polokouli

### Formování
Tropické cyklóny se obvykle vyvíjejí v létě, ale ve většině oblastí tvorby tropických cyklón byl zaznamenán vznik některé téměř každý měsíc. Tropické cyklóny na obou stranách rovníku obvykle vznikají v intertropické zóně konvergence, kde vanou větry buď ze severovýchodu, nebo z jihovýchodu. V této rozsáhlé oblasti nízkého tlaku se nad teplým tropickým oceánem ohřívá vlhký vzduch, který stoupá a vytváří oblaky, což způsobuje vznik bouřkových přeháněk. Tyto přeháňky se poměrně rychle rozptýlí, mohou se však seskupovat do velkých bouřkových shluků. Vzniká tak proudění teplého, vlhkého, rychle stoupajícího vzduchu, který se při interakci s rotací Země začne cyklicky otáčet.
K dalšímu rozvoji těchto bouřek je zapotřebí několika faktorů, mezi něž patří teplota povrchu moře kolem 27 °C a nízký vertikální střih větru obklopující systém, atmosférická nestabilita, vysoká vlhkost vzduchu v nižších až středních hladinách troposféry, dostatečná Coriolisova síla k vytvoření středu nízkého tlaku a již existující ohnisko nebo porucha v nízké hladině. Existuje limit intenzity tropické cyklóny, který silně souvisí s teplotou vody podél její dráhy a divergencí horních hladin. Ročně se na světě vytvoří v průměru 86 tropických cyklón o intenzitě tropické bouře. Z nich 47 dosahuje síly vyšší než 119 km/h a 20 se stává intenzivními tropickými cyklónami (intenzita alespoň 3. kategorie podle Saffirovy–Simpsonovy stupnice).
Klimatické cykly, jako je ENSO a Maddenova-Julianova oscilace, modulují načasování a četnost vzniku tropických cyklón. Rossbyho vlny mohou napomáhat vzniku nové tropické cyklóny tím, že šíří energii již existující zralé bouře. Kelvinovy vlny mohou přispívat ke vzniku tropických cyklón tím, že regulují vývoj západních větrů. 3 dny před hřebenem vlny se obvykle snižuje tvorba cyklón a 3 dny po ní se zvyšuje.

### Rychlá intenzifikace
Příležitostně mohou tropické cyklóny projít procesem známým jako rychlá intenzifikace, což je období, kdy se maximální trvalý vítr tropické cyklóny během 24 hodin zvýší o 56 km/h nebo více. Podobně je rychlé prohloubení tropických cyklón definováno jako minimální pokles tlaku při povrchu moře o 1. 75 hPa  za hodinu nebo 42 hPa během 24 hodin; explozivní prohloubení nastává, když povrchový tlak klesá o 2,5 hPa za hodinu po dobu nejméně 12 hodin nebo o 5 hPa za hodinu po dobu nejméně 6 hodin. Aby došlo k rychlému zesílení, musí být splněno několik podmínek. Teplota vody musí být extrémně vysoká (blízko nebo nad 30 °C) a voda o této teplotě musí být i hlouběji, než na povrchu, aby vlny nevynášely chladnější vody k povrchu. Na druhé straně je jedním z takových nekonvenčních podpovrchových oceánografických parametrů ovlivňujících intenzitu cyklóny tepelný potenciál tropické cyklóny. Střih větru musí být nízký; pokud je střih větru vysoký, dojde k narušení konvekce a cirkulace v cykloně. Obvykle musí být přítomna i anticyklóna v horních vrstvách troposféry nad bouří – aby se vyvinul extrémně nízký přízemní tlak, musí v oku bouře velmi rychle stoupat vzduch a anticyklóna v horních vrstvách pomáhá tento vzduch účinně odvádět pryč od cyklóny. Některé cyklóny, jako například hurikán Epsilon, však rychle zesílily i přes relativně nepříznivé podmínky.

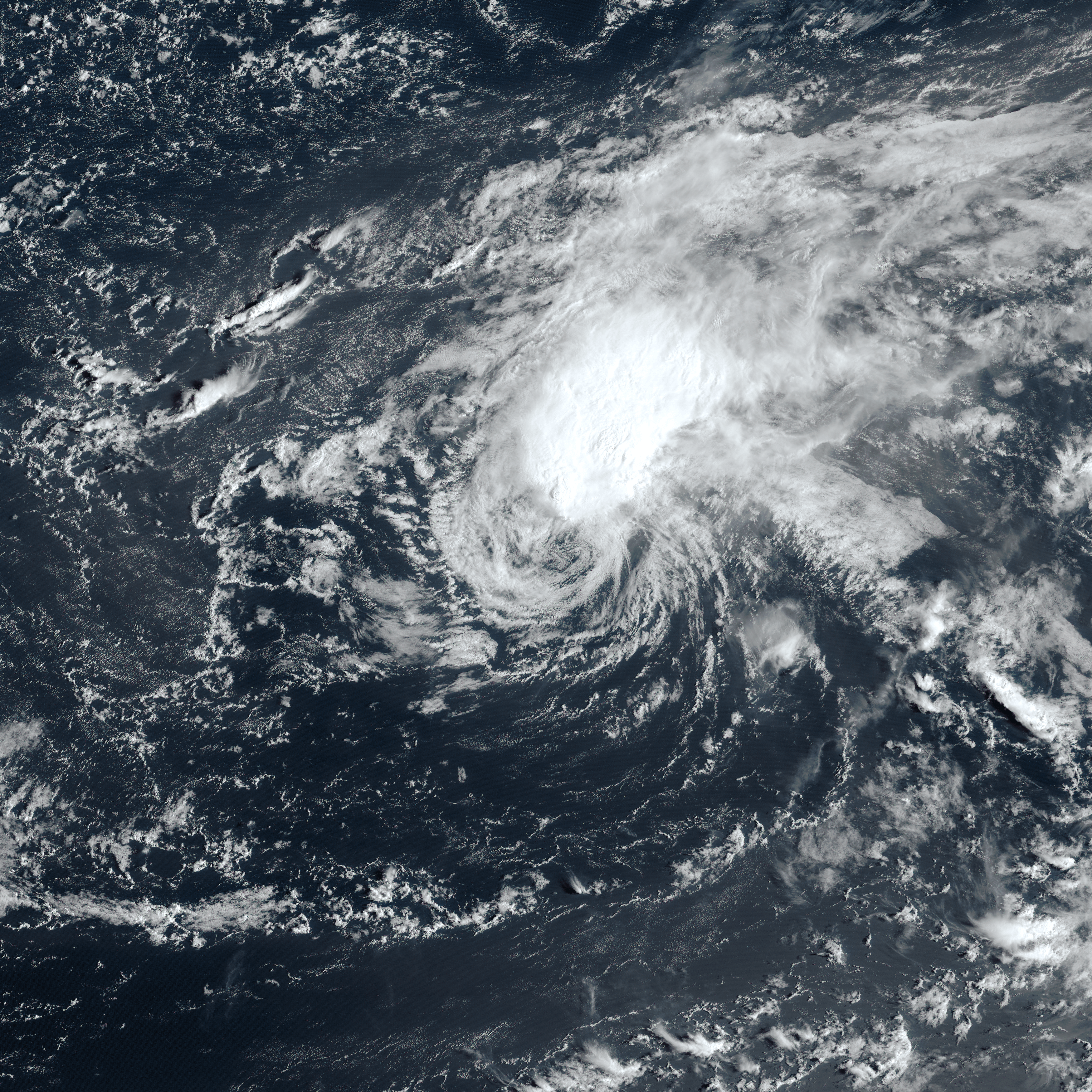
Hurikán Paulette v roce 2020 je příkladem střižené tropické cyklóny s hlubokou konvekcí mírně vzdálenou od středu systému.

### Rozptýlení
Existuje řada způsobů, jak může tropická cyklóna zeslábnout, rozptýlit se nebo ztratit své tropické vlastnosti. Patří k nim například dosažení pevniny, pohyb nad chladnějšími vodami, setkání se suchým vzduchem nebo interakce s jinými meteorologickými systémy; jakmile se však systém rozptýlí nebo ztratí své tropické charakteristiky, mohou jeho zbytky obnovit tropickou cyklónu, pokud se podmínky prostředí stanou příznivými.
Tropická cyklóna se může rozptýlit, pokud se pohybuje nad vodami výrazně chladnějšími než 26,5 °C. Tím bouře přijde o takové tropické charakteristiky, jako je teplé jádro s bouřkami v blízkosti středu, takže se z ní stane zbytková oblast nízkého tlaku. Zbytkové systémy mohou přetrvávat několik dní, než ztratí svou identitu. Tento mechanismus rozptylu je nejčastější ve východní části severního Pacifiku. K oslabení nebo rozptýlení může dojít také tehdy, když bouře zažije vertikální střih větru, který způsobí, že se konvekce a tepelný motor přesunou od centra; tím se vývoj tropické cyklóny obvykle zastaví. Kromě toho může interakce s hlavním pásem západních větrů prostřednictvím spojení s blízkou frontální zónou způsobit, že se tropická cyklóna vyvine v extratropickou cyklónu. Tento přechod může trvat 1–3 dny.
Pokud tropická cyklóna dosáhne pevniny nebo přejde nad ostrovem, může se její cirkulace začít rozpadat, zejména pokud narazí na hornatý terén[59]. Když systém dosáhne pevniny na velkém pevninském masivu, je odříznut od přísunu teplého vlhkého mořského vzduchu a začne nasávat suchý kontinentální vzduch. [To v kombinaci se zvýšeným třením nad pevninou vede k oslabení a rozptýlení tropické cyklóny. Nad hornatým terénem může systém rychle zeslábnout, nad rovinatými oblastmi však může vydržet dva až tři dny, než se cirkulace zlomí a rozptýlí.
V průběhu let byla zvažována řada technik, které se pokoušely uměle modifikovat tropické cyklóny: mezi tyto návrhy patřilo použití jaderných zbraní, ochlazování oceánu ledovými horami, odfukování bouří od pevniny pomocí obřích ventilátorů a zasévání vybraných bouří suchým ledem nebo jodidem stříbrným. Tyto techniky však nedokážou zhodnotit trvání, intenzitu, sílu ani velikost tropických cyklón.

### Metody hodnocení intenzity
K vyhodnocení intenzity tropické cyklóny se používá řada metod nebo technik, včetně povrchových, satelitních a leteckých. Průzkumná letadla létají kolem tropických cyklón a skrz ně, vybavena specializovanými přístroji, a shromažďují informace, které lze použít ke zjištění větrů a tlaku systému. Tropické cyklóny mají větry o různých rychlostech v různých výškách. Větry zaznamenané v letové hladině lze přepočítat a zjistit tak rychlost větru na povrchu. Pozorování na povrchu, jako jsou hlášení z lodí, pozemních stanic, mesonetů, pobřežních stanic a bójí, mohou poskytnout informace o intenzitě tropické cyklóny nebo o směru jejího pohybu. Vztahy mezi tlakem a větrem (WPR) se používají jako způsob, jak určit tlak bouře na základě její rychlosti větru. Pro výpočet WPR bylo navrženo několik různých metod a rovnic. Agentury pro tropické cyklóny používají každá svůj vlastní, pevně stanovený WPR, což může vést k nepřesnostem mezi agenturami, které vydávají odhady na základě stejného systému. ASCAT je rozptylová sonda používaná družicemi MetOp k mapování vektorů větrného pole tropických cyklón. SMAP používá k určení rychlosti větru tropických cyklón na povrchu oceánu kanál radiometru v pásmu L a na rozdíl od přístrojů založených na rozptylce a jiných radiometrech se ukázal jako spolehlivý při vyšších intenzitách a za silných srážek.
Dvorakova technika hraje velkou roli jak při klasifikaci tropické cyklóny, tak při určování její intenzity. Tuto metodu, která se používá ve výstražných centrech, vyvinul v 70. letech 20. století Vernon Dvorak a při hodnocení intenzity tropické cyklóny využívá jak viditelné, tak infračervené satelitní snímky. Dvorakova metoda používá stupnici „T-čísel“, která se stupňuje v krocích po 0,5 od T1,0 do T8,0. Každému číslu T je přiřazena intenzita, přičemž větší čísla T znamenají silnější systém. Tropické cyklóny jsou předpovědními pracovníky posuzovány podle řady vzorů, včetně zakřivených pásových prvků, střihu, centrální husté oblačnosti a oka, aby bylo možné určit T-číslo, a tím vyhodnotit intenzitu bouře. Kooperativní institut pro meteorologická družicová studia pracuje na vývoji a zdokonalování automatizovaných družicových metod, jako je pokročilá Dvorakova technika (ADT) a SATCON. Metoda ADT, kterou používá velké množství předpovědních středisek, využívá infračervené geostacionární družicové snímky a algoritmus založený na Dvorakově technice k vyhodnocování intenzity tropických cyklón. ADT má řadu odlišností od konvenční Dvorakovy techniky, včetně změn v pravidlech pro omezení intenzity a použití mikrovlnných snímků, které zakládají intenzitu systému na jeho vnitřní struktuře, což zabraňuje vyrovnání intenzity před vznikem oka na infračervených snímcích. SATCON váží odhady z různých družicových systémů a mikrovlnných sond, přičemž zohledňuje silné stránky a nedostatky jednotlivých odhadů, a vytváří tak konsenzuální odhad intenzity tropické cyklóny, který může být někdy spolehlivější než Dvorakova technika.

### Metriky intenzity
Používá se více ukazatelů intenzity, včetně kumulované energie cyklonu (ACE), indexu přílivu hurikánů, indexu závažnosti hurikánů, indexu rozptylu energie (PDI) a integrované kinetické energie (IKE). ACE je metrikou celkové energie, kterou systém vynaložil během své životnosti. ACE se vypočítává součtem čtverců trvalých rychlostí větru cyklóny, a to každých šest hodin, pokud je systém na úrovni tropické bouře nebo vyšší a je tropický nebo subtropický. Výpočet PDI je svou povahou podobný ACE, s tím hlavním rozdílem, že rychlosti větru se počítají v krychli, nikoliv ve čtverci. Index přívalových vln je metrikou potenciálních škod, které může bouře způsobit prostřednictvím bouřkových vln. Vypočítává se tak, že se vynásobí čtvercem podílu rychlosti větru bouře a klimatologické hodnoty (33 m/s) a poté se tato veličina vynásobí podílem poloměru hurikánového větru a jeho klimatologické hodnoty (96,6 km). To lze znázornit ve formě rovnice takto:
{\displaystyle \left({\frac {v}{33\ m/s}}\right)^{2}\times \left({\frac {r}{96,6\ km}}\right)\,}
kde v je rychlost větru bouře a r je poloměr větru o síle hurikánu. Index závažnosti hurikánů je stupnice, která může systému přidělit až 50 bodů; až 25 bodů pochází z intenzity, zatímco dalších 25 bodů pochází z velikosti větrného pole bouře.[72] Model IKE měří ničivou schopnost tropické cyklóny prostřednictvím větru, vln a přílivu. Vypočítává se jako:
{\displaystyle \int _{Vol}{\frac {1}{2}}pu^{2}d_{v}\,}
kde p je hustota vzduchu, u je trvalá hodnota přízemní rychlosti větru a dv je objemový prvek.

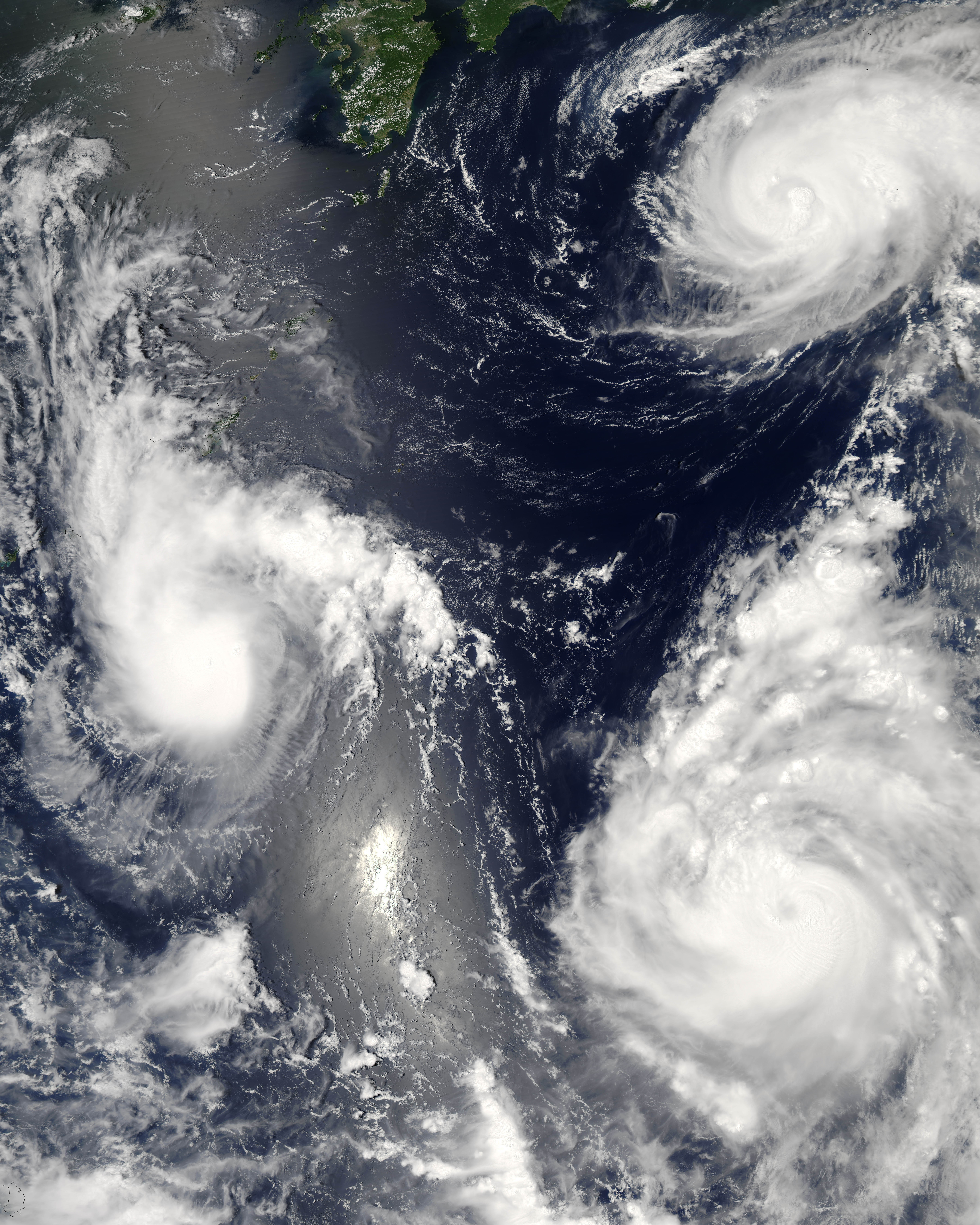
Tři tropické cyklóny tichomořské tajfunové sezóny 2006 v různých fázích vývoje. Nejslabší (vlevo) vykazuje pouze nejzákladnější kruhový tvar. Silnější bouře (vpravo nahoře) vykazuje spirální pásmovitost a zvýšenou centralizaci, zatímco u nejsilnější (vpravo dole) se vyvinulo oko.

## Klasifikace a pojmenování

### Klasifikace
Na celém světě se tropické cyklóny klasifikují různými způsoby, a to na základě polohy (oblasti tvorby tropických cyklón), struktury systému a jeho intenzity. Například v rámci oblasti severního Atlantiku a východního Pacifiku se tropická cyklóna s rychlostí větru nad 120 km/h nazývá hurikán, zatímco v západním Pacifiku nebo severním Indickém oceánu se nazývá tajfun nebo silná cyklonální bouře. Když hurikán přejde na západ přes datovou hranici na severní polokouli, začne se nazývat tajfun. To se stalo v roce 2014 v případě hurikánu Genevieve, který se stal tajfunem Genevieve. V rámci jižní polokoule se nazývá buď hurikánem, tropickou cyklónou nebo silnou tropickou cyklónou podle toho, zda se nachází v jižním Atlantiku, jihozápadním Indickém oceánu, australské oblasti nebo v jižním Tichém oceánu. Deskriptory pro tropické cyklóny s rychlostí větru nižší než 120 km/h se také liší podle oblasti tropické cyklóny a mohou být dále rozděleny do kategorií, jako je „tropická bouře“, „cyklonální bouře“, „tropická deprese“ nebo „hluboká deprese“.

### Pojmenování
Praxe používání křestních jmen pro označení tropických cyklón se datuje od konce 19. století a počátku 20. století a postupně nahradila původní systém – prosté pojmenování cyklón podle toho, co zasáhly. V současné době používaný systém poskytuje pozitivní identifikaci závažných povětrnostních systémů ve stručné formě, která je snadno pochopitelná a rozpoznatelná pro veřejnost. Zásluhy za první použití osobních jmen pro povětrnostní systémy jsou obecně připisovány queenslandskému vládnímu meteorologovi Clementu Wraggeovi, který pojmenovával systémy v letech 1887 až 1907. Tento systém pojmenovávání povětrnostních systémů následně upadl na několik let po Wraggeově odchodu do důchodu v zapomnění, dokud nebyl obnoven v druhé polovině druhé světové války pro západní Pacifik. Formální systémy pojmenovávání byly následně zavedeny pro severní a jižní Atlantik, východní, střední, západní a jižní pacifickou pánev, jakož i pro australskou oblast a Indický oceán.
V současné době jsou tropické cyklóny oficiálně pojmenovány jednou z dvanácti meteorologických služeb a svá jména si ponechávají po celou dobu své existence, aby se usnadnila komunikace mezi meteorology a veřejností ohledně předpovědí, výstrah a varování. Vzhledem k tomu, že systémy mohou trvat týden i déle a ve stejné oblasti se jich může vyskytovat více najednou, předpokládá se, že názvy snižují zmatek v tom, o jakou bouři se jedná. Názvy jsou přidělovány v pořadí z předem stanovených seznamů s jedno-, tří- nebo desetiminutovou trvalou rychlostí větru vyšší než 65 km/h podle toho, z jaké oblasti pochází. Standardy se však v jednotlivých oblastech liší, přičemž některé tropické deprese jsou pojmenovány v západním Pacifiku, zatímco tropické cyklóny musí mít v okolí svého středu značné množství vichřic, aby byly pojmenovány v rámci jižní polokoule. Názvy významných tropických cyklón v severním Atlantském oceánu, Tichém oceánu a australské oblasti jsou vyřazovány z pojmenovávacích seznamů a nahrazovány jiným názvem. Tropickým cyklónám, které se vyvíjejí po celém světě, přidělí výstražná centra, která je monitorují, identifikační kód sestávající z dvoumístného čísla a přídavného písmene – suffixu, který identifikuje výstražné centrum..

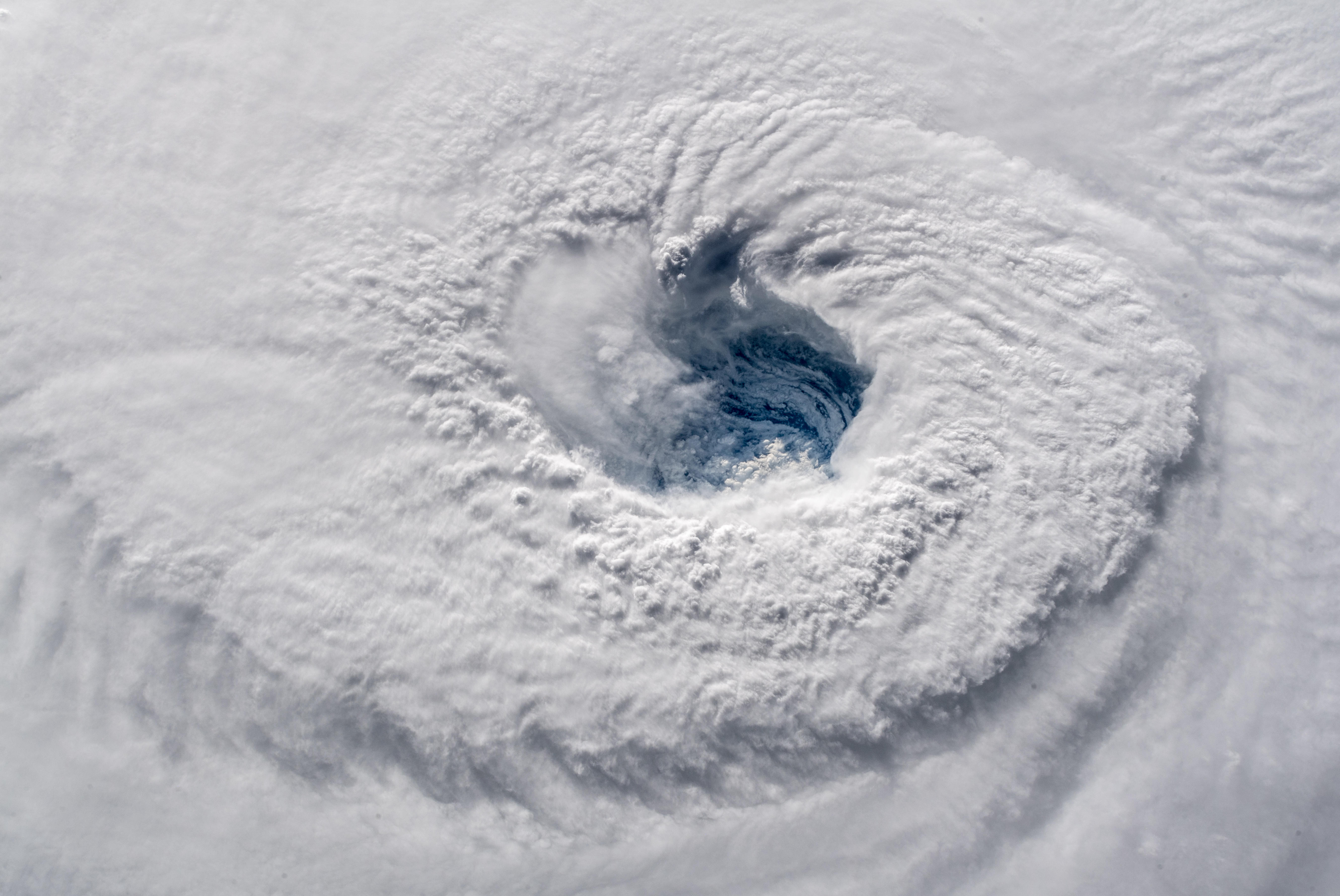
Oko a okolní mraky hurikánu Florence 2018 při pohledu z Mezinárodní vesmírné stanice

## Struktura

### Oko a střed
V centru zralé tropické cyklóny vzduch spíše klesá, než stoupá. U dostatečně silné bouře může vzduch klesat nad dostatečně hlubokou vrstvou, která potlačuje tvorbu oblačnosti, a vytváří tak jasné „oko“. Počasí v oku je obvykle klidné a bez konvektivních oblaků, i když moře může být extrémně bouřlivé. Oko má obvykle kruhový tvar a jeho průměr je obvykle 30-65 km, i když byla pozorována oka o průměru 3 km a 370 km.
Oblačný vnější okraj oka se nazývá „oční stěna“. Oční stěna se obvykle s výškou rozšiřuje směrem ven a připomíná fotbalový stadion; tento jev se někdy označuje jako „stadionový efekt“. V oční stěně je největší rychlost větru, vzduch stoupá nejrychleji, oblačnost dosahuje největší výšky a srážky jsou nejsilnější. Největší škody způsobuje vítr v místech, kde oční stěna tropické cyklóny přechází nad pevninou.
U slabších bouří může být oko zakryto centrální hustou oblačností, což je cirrový štít ve vyšších hladinách, který je spojen se soustředěnou oblastí silné bouřkové aktivity poblíž středu tropické cyklóny.
Oční stěna se může v průběhu času měnit v podobě cyklů výměny oční stěny, zejména u intenzivních tropických cyklón. Vnější dešťové pásy se mohou organizovat do vnějšího prstence bouřek, který se pomalu přesouvá dovnitř, čímž se předpokládá, že okrádá primární oční stěnu o vlhkost a úhlový moment. Když primární oční stěna zeslábne, tropická cyklóna dočasně zeslábne. Vnější oční stěna nakonec na konci cyklu nahradí tu primární a v té době se bouře může vrátit ke své původní intenzitě.

### Velikost
Pro měření velikosti cyklóny se běžně používá řada ukazatelů. Mezi nejběžnější metriky patří poloměr maximálního větru, poloměr větru o rychlosti 34 uzlů (63 km/h) (tj. síla vichřice), poloměr nejvzdálenější uzavřené izobary (ROCI) a poloměr mizejícího větru. Další metrikou je poloměr, při kterém relativní vírové pole cyklony klesne na 1×10−5 s−1.
| Velikostní popisy tropických cyklón | Velikostní popisy tropických cyklón |
| ROCI (Průměr)                       | Typ                                 |
| ----------------------------------- | ----------------------------------- |
| Méně, než 2 stupně zeměpisné šířky  | Velmi malé/trpasličí                |
| 2 až 3 stupně zeměpisné šířky       | Malé                                |
| 3 až 6 stupňů zeměpisné šířky       | Střední/Průměrné/Normální           |
| 6 až 8 stupňů zeměpisné šířky       | Velké                               |
| Přes 8 stupňů zeměpisné šířky       | Velmi velké                         |

Na Zemi se tropické cyklóny pohybují v širokém rozmezí velikostí, od 100 do 2000 km, měřeno poloměrem mizejícího větru. Největší jsou v průměru v severozápadním Tichém oceánu a nejmenší v oblasti severovýchodního Tichého oceánu. Pokud je poloměr nejvzdálenější uzavřené izobary menší než dva stupně zeměpisné šířky (222 km), pak je cyklóna „velmi malá“ nebo „trpasličí“. Poloměr 3–6 stupňů zeměpisné šířky (333–670 km) je považován za „středně velký“. „Velmi velké“ tropické cyklóny mají poloměr větší než 8 stupňů zeměpisné šířky (888 km). Pozorování ukazují, že velikost jen slabě koreluje s proměnnými, jako je intenzita bouře (tj. maximální rychlost větru), poloměr maximálního větru, zeměpisná šířka a maximální potenciální intenzita. Tajfun Tip je největší zaznamenanou cyklónou s průměrem 2 170 km (1 350 mil). Nejmenší zaznamenanou bouří je tropická bouře Marco z roku 2008, která vyvolala vítr o síle tropické bouře o průměru pouhých 37 km.

## Pohyb
Pohyb tropické cyklóny (tj. její „dráha“) se obvykle aproximuje jako součet dvou členů: „řízení“ větrem v pozadí a „beta driftu“. Některé tropické cyklóny se mohou pohybovat na velké vzdálenosti, jako například hurikán John, druhá nejdéle trvající tropická cyklóna v historii, která v roce 1994 urazila během 31 dnů 13 280 km, což je nejdelší dráha ze všech tropických cyklón na severní polokouli.

### Řízení prostředím
Vliv prostředí je hlavním vlivem na pohyb tropických cyklón. Představuje pohyb bouře v důsledku převládajících větrů a dalších širších podmínek prostředí, podobně jako „listy nesené proudem“.
Fyzikálně lze větry neboli pole proudění v okolí tropické cyklóny považovat za proudění, které má dvě části: proudění spojené se samotnou bouří a velkorozměrové proudění na pozadí prostředí. Tropické cyklóny lze považovat za lokální maxima vířivosti zavěšená v rámci velkorozměrového proudění na pozadí prostředí. Tímto způsobem lze pohyb tropické cyklóny reprezentovat v prvním řádu jako advekci bouře místním prouděním prostředí. Toto proudění prostředí se označuje jako „řídící proudění“ a má dominantní vliv na pohyb tropické cyklóny. Sílu a směr řídícího proudění lze aproximovat jako vertikální integraci větrů vanoucích horizontálně v okolí cyklóny, váženou výškou, ve které se tyto větry vyskytují. Protože se větry mohou měnit s výškou, může být přesné určení řídícího proudění obtížné.
Tlaková výška, ve které jsou větry pozadí nejvíce korelovány s pohybem tropické cyklóny, je známá jako „řídicí hladina“. Pohyb silnějších tropických cyklón je více korelován s prouděním pozadí zprůměrovaným přes silnější část troposféry ve srovnání se slabšími tropickými cyklónami, jejichž pohyb je více korelován s prouděním pozadí zprůměrovaným přes užší rozsah spodní troposféry. Při střihu větru a uvolňování latentního tepla mají tropické cyklóny tendenci pohybovat se směrem k oblastem, kde nejrychleji roste potenciální vířivost.
Z klimatologického hlediska jsou tropické cyklóny usměrňovány především směrem na západ pasáty od východu k západu na rovníkové straně subtropického hřbetu – trvalé oblasti vysokého tlaku nad subtropickými oblastmi světového oceánu. V tropickém severním Atlantiku a severovýchodním Pacifiku pasáty usměrňují tropické východní vlny směrem na západ od afrického pobřeží ke Karibskému moři, Severní Americe a nakonec do středního Pacifiku, než vlny zeslábnou. Tyto vlny jsou předchůdci mnoha tropických cyklón v této oblasti. Naproti tomu v Indickém oceánu a západním Pacifiku na obou polokoulích je tropická cyklogeneze méně ovlivňována tropickými východními vlnami a více sezónním pohybem intertropické konvergenční zóny a monzunového příkopu. Další povětrnostní systémy, jako jsou příkopy ve středních šířkách a široké monzunové gyry, mohou také ovlivňovat pohyb tropických cyklón změnou řídícího proudění.

### Beta drift
Kromě řízení prostředím má tropická cyklóna tendenci unášet se směrem k pólům a západu, což je pohyb známý jako „beta drift“. Tento pohyb je způsoben superpozicí víru, jako je tropická cyklóna, na prostředí, ve kterém se Coriolisova síla mění se zeměpisnou šířkou, například na kouli nebo v rovině beta. Velikost složky pohybu tropické cyklóny spojené s beta driftem se pohybuje v rozmezí 1–3 m/s (3,6–10,8 km/h) a bývá větší u intenzivnějších tropických cyklón a ve vyšších zeměpisných šířkách. Je vyvolán nepřímo samotnou bouří jako výsledek zpětné vazby mezi cyklonálním prouděním bouře a jejím okolím.
Z fyzikálního hlediska cyklonální cirkulace bouře advertuje okolní vzduch směrem k pólům východně od středu a k rovníku západně od středu. Protože vzduch musí zachovat svůj úhlový moment hybnosti, vyvolává tato konfigurace proudění cyklonální vír směrem k rovníku a západně od středu bouře a anticyklonální vír směrem k pólu a východně od středu bouře. Kombinované proudění těchto gyrů působí na bouři tak, že ji pomalu posouvá směrem k pólu a západu. K tomuto efektu dochází i v případě nulového proudění v prostředí. Vzhledem k přímé závislosti beta driftu na úhlovém momentu hybnosti může velikost tropické cyklóny ovlivnit vliv beta driftu na její pohyb; beta drift má větší vliv na pohyb větších tropických cyklón než u menších.

### Interakce více bouří
Třetí složka pohybu, která se vyskytuje relativně zřídka, zahrnuje interakci více tropických cyklón. Když se k sobě přiblíží dvě cyklóny, jejich středy začnou cyklicky obíhat kolem bodu mezi oběma systémy. V závislosti na jejich vzdálenosti a síle mohou oba víry jednoduše obíhat kolem sebe, nebo se mohou stočit do středového bodu a splynout. Pokud jsou oba víry nestejně velké, bude mít větší vír tendenci v interakci dominovat a menší vír bude obíhat kolem něj. Tento jev se nazývá Fudžiwarovým efektem podle Sakuheie Fudžiwary.

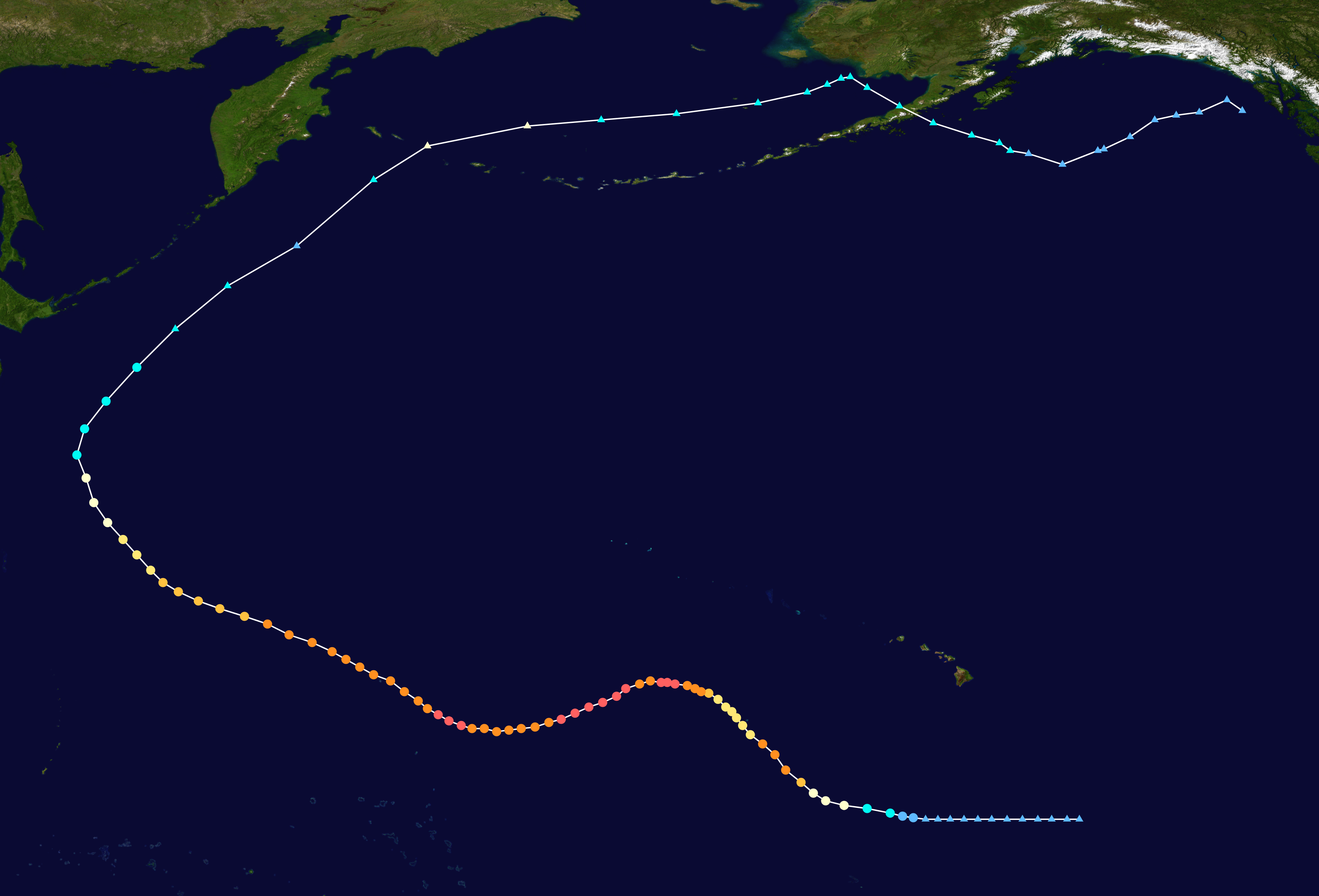
Dráha hurikánu Ioke, znázorňující rekurze u japonského pobřeží v roce 2006

### Interakce se západními větry středních šířek
Ačkoli se tropická cyklóna v tropech obvykle pohybuje od východu k západu, její dráha se může posunout směrem k pólu a východu buď při pohybu západně od osy subtropického hřbetu, nebo při interakci s prouděním ve středních šířkách, jako je tryskové proudění nebo extratropická cyklóna. K tomuto pohybu, označovanému jako „rekurze“, běžně dochází v blízkosti západního okraje hlavních oceánských pánví, kde má tryskové proudění obvykle pólovou složku a kde jsou běžné extratropické cyklóny. Příkladem rekurze tropické cyklóny byl hurikán Ioke v roce 2006.

## Etymologie
Slovo cyklón pochází z řečtiny (z κύκλος či κυκλόω). Slovo hurikán pochází z mayské kultury. Huracan byl v mayské mytologii bohem větru. Slovo tajfun pochází z čínského 大風 (velký vítr). (Podle jiného názoru pochází slovo tajfun ze jména řecké mytologické nestvůry Týfóna.)

## Výskyt

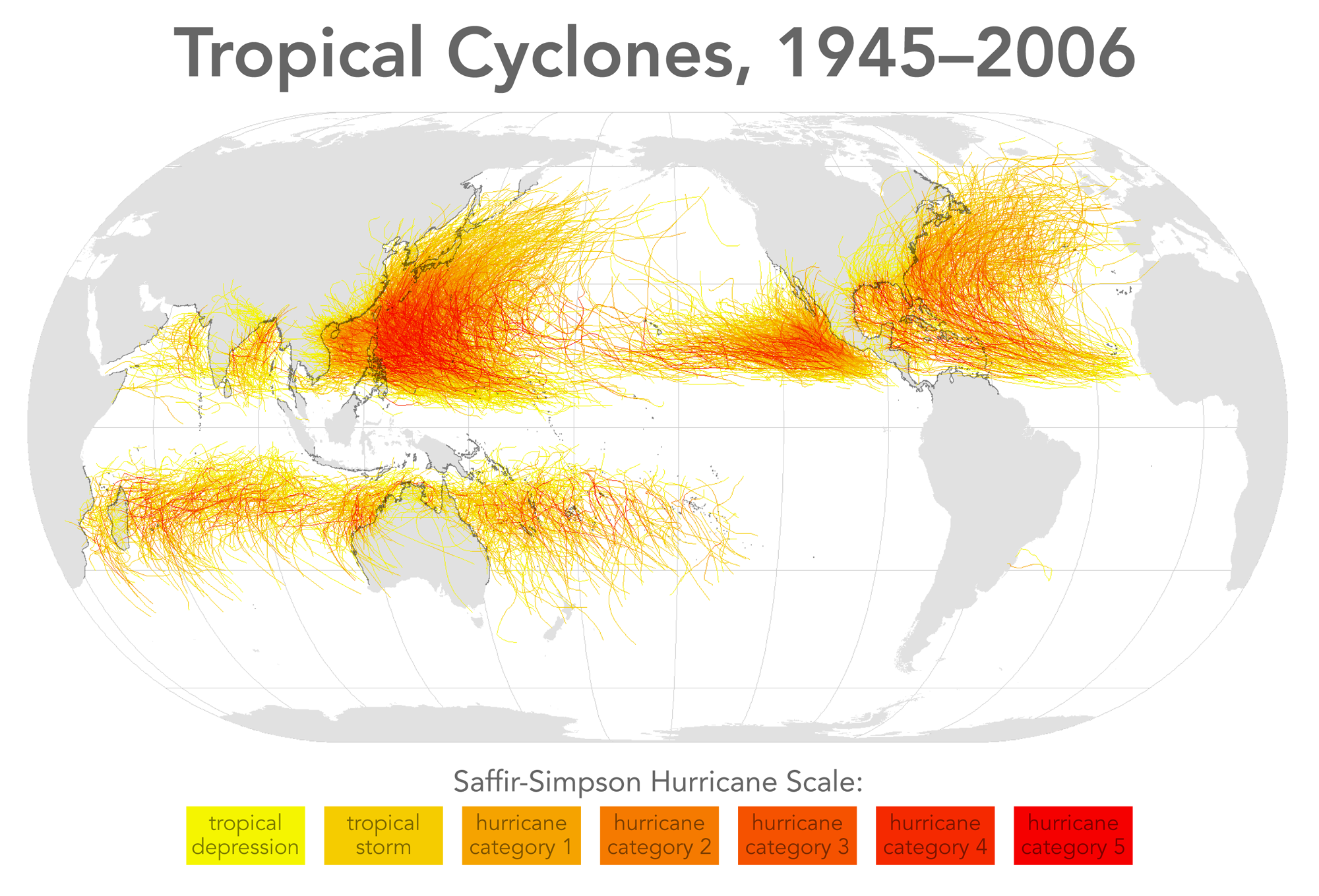
Mapa výskytu tropických cyklón v letech 1945–2006 – je patrné, že v těsné blízkosti rovníku prakticky nevznikají

Každý rok v průměru vznikne okolo 80 tropických bouří.

### Oblasti
Skoro všechny tropické cyklóny se utvářejí v pásu ±30° okolo rovníku (od 30° jižní šířky do 30° severní šířky), 87 % přímo v pásu ±20°. Nejdříve Coriolisova síla rozpohybuje a posléze udržuje rotaci cyklónů, k tomu ovšem nedochází v pásu ±10° okolo rovníku, protože zde je Coriolisova síla poměrně slabá. I v tomto pásu tropická cyklóna vzniknout může, ale děje se tak velice zřídka, méně než jednou za století.
Nejvíce tropických cyklón (bouří) se vytváří v pásu bouřkové aktivity známé jako intertropická zóna konvergence. Zatímco na západní polokouli vznikají tropické cyklóny téměř výhradně na sever od rovníku (v Jižní Americe a jižním Atlantiku se jedná díky projevům silného střihu větru o dost vzácný jev), na východní polokouli vznikají bouře i na jihu.
Tajfuny vznikají zpravidla v létě a počátkem podzimu v západním Pacifiku (zhruba mezi Filipínami a ostrovem Guam) severně od rovníkového pásma tišin, vymezeného přibližně 10. stupněm severní zeměpisné šířky. Tajfuny postupují nejčastěji k severozápadu na Vietnam, Filipíny, Tchaj-wan nebo čínskou pevninu. Pokud nedosáhne pevniny, stáčí se trasa tajfunu na úrovni 20. až 25. stupně zeměpisné šířky severovýchodním směrem ke Koreji a Japonsku. V oslabené podobě pak tajfun nezřídka dokáže zasáhnout i Sachalin a Kurilské ostrovy.

### Roční období
Celosvětově mají tropické cyklóny vrchol své aktivity v pozdním létě, když je teplota oceánských vod nejvyšší. Protože léto vrcholí v různých oblastech v jinou dobu, je také časový výskyt tropických cyklón různý.
V severní části Atlantiku je výrazná sezóna od začátku června do konce listopadu, přičemž nejvíce jich je okolo září. V severovýchodním Pacifiku je období širší, ale vrchol má podobný jako je v Atlantiku. V severozápadním Pacifiku se vyskytují celoročně, s minimem v únoru a maximem v září. V severním Indickém oceánu jsou bouře od dubna do prosince, s vrcholem v květnu a listopadu.
Na jižní polokouli začíná sezóna tropických cyklón ve druhé dekádě února a pokračuje až do března.

## Klimatologie
Tropické cyklóny se po celém světě vyskytují již po tisíciletí. Probíhají reanalýzy a výzkumy s cílem rozšířit historické záznamy pomocí zástupných údajů, jako jsou nánosy splavenin, plážové hřebeny a historické dokumenty, například deníky. Velké tropické cyklóny zanechávají stopy v nánosech splavenin a vrstvách skořápek v některých pobřežních oblastech, které byly využity k získání přehledu o činnosti hurikánů za poslední tisíce let. Záznamy sedimentů v západní Austrálii naznačují intenzivní tropický cyklon ve 4. tisíciletí př. n. l. Proxy záznamy založené na paleotempestologickém výzkumu odhalily, že aktivita velkých hurikánů podél pobřeží Mexického zálivu se mění v časovém měřítku staletí až tisíciletí. V roce 957 zasáhl jižní Čínu silný tajfun, který v důsledku záplav zabil asi 10 000 lidí. Španělská kolonizace Mexika popsala „tempestades“ v roce 1730, ačkoli oficiální záznamy o tichomořských hurikánech pocházejí až z roku 1949. V jihozápadní části Indického oceánu sahají záznamy o tropických cyklonech až do roku 1848 V roce 2003 projekt reanalýzy hurikánů v Atlantiku zkoumal a analyzoval historické záznamy o tropických cyklonech v Atlantiku až do roku 1851, čímž rozšířil stávající databázi z roku 1886.
Předtím, než byly v průběhu 20. století k dispozici satelitní snímky, zůstalo mnoho těchto systémů nezjištěno, pokud nezasáhly pevninu nebo se s nimi náhodou nesetkala loď. Mnohé pobřežní oblasti byly často zčásti kvůli hrozbě hurikánů až do nástupu automobilové turistiky řídce osídleny mezi hlavními přístavy, a proto mohly nejsilnější části hurikánů zasahující pobřeží zůstat v některých případech nezměřeny. Kombinace účinků zničení lodí a vzdáleného dopadu na pevninu značně omezuje počet intenzivních hurikánů v oficiálních záznamech před érou hurikánových průzkumných letadel a satelitní meteorologie. Ačkoli záznamy ukazují zřetelný nárůst počtu a síly intenzivních hurikánů, odborníci proto považují rané údaje za podezřelé. Schopnost klimatologů provést dlouhodobou analýzu tropických cyklón je omezena množstvím spolehlivých historických údajů. Ve 40. letech 20. století začal rutinní letecký průzkum v Atlantiku i v západní části Pacifiku, který poskytl pravdivé údaje, avšak první lety byly prováděny pouze jednou nebo dvakrát denně. Meteorologické družice s polární oběžnou dráhou byly poprvé vypuštěny americkým Národním úřadem pro letectví a kosmonautiku v roce 1960, ale byly prohlášeny za funkční až v roce 1965, nicméně trvalo několik let, než některá z výstražných středisek začala využívat tuto novou pozorovací platformu a vyvinula odborné znalosti pro spojování družicových signatur s polohou a intenzitou bouřek.
Každý rok se na světě vytvoří v průměru asi 80 až 90 pojmenovaných tropických cyklón, z nichž více než polovina vyvine vítr o síle hurikánu 65 kn (120 km/h) nebo více. Celosvětově vrcholí aktivita tropických cyklón koncem léta, kdy je rozdíl mezi teplotami ve výšce a na povrchu moře největší. Každé konkrétní povodí má však své vlastní sezónní zákonitosti. V celosvětovém měřítku je nejméně aktivním měsícem květen, naopak nejaktivnějším měsícem je září. Jediným měsícem, kdy mají všechny oblasti tropických cyklón sezónu, je listopad. V severním Atlantském oceánu probíhá výrazná cyklónová sezóna od 1. června do 30. listopadu, přičemž prudce vrcholí od konce srpna do září. Statistickým vrcholem sezóny hurikánů v Atlantiku je 10. září. V severovýchodním Tichém oceánu je období aktivity širší, ale v podobném časovém rámci jako v Atlantiku. 226] V severozápadním Tichém oceánu se tropické cyklóny vyskytují celoročně, s minimem v únoru a březnu a vrcholem na začátku září. V severoindické pánvi jsou bouře nejčastější od dubna do prosince, s vrcholy v květnu a listopadu. Na jižní polokouli začíná tropický cyklonový rok 1. července a probíhá celoročně, přičemž zahrnuje období tropických cyklonů, které trvá od 1. listopadu do konce dubna, s vrcholem v polovině února až začátkem března.
Z různých způsobů proměnlivosti klimatického systému má na aktivitu tropických cyklón největší vliv El Niño-Jižní oscilace. Většina tropických cyklón se formuje na straně subtropického hřebene blíže k rovníku, poté se přesouvá směrem k pólu za osu hřebene a poté se vrací do hlavního pásu západních větrů. když se poloha koňských šířek vlivem El Niña změní, změní se i preferované dráhy tropických cyklón. Oblasti západně od Japonska a Koreje mají v letech El Niño a neutrálních letech tendenci zažívat mnohem méně zářijových až listopadových nárazů tropických cyklón. V letech La Niña se tvorba tropických cyklón spolu s polohou subtropického hřebene přesouvá přes západní část Tichého oceánu na západ, což zvyšuje hrozbu dopadu na pevninu v Číně a mnohem větší intenzitu na Filipínách. V Atlantském oceánu dochází v letech El Niño ke snížení aktivity v důsledku zvýšeného vertikálního střihu větru v regionu. Tropické cyklóny jsou dále ovlivňovány atlantickým meridionálním módem, kvazibienální oscilací a Madden-Julianovou oscilací.

Dvacetiletý průměrný roční počet hurikánů kategorie 4 a 5 v oblasti Atlantiku se od roku 2000 přibližně zdvojnásobil.

Názory na to, zda změna klimatu byla "hlavním faktorem", který přispěl k různým extrémním povětrnostním jevům, které respondenti zažili, se liší podle politického klíče. „Silné bouře“ zahrnují hurikány.

### Vliv klimatické změny
Změna klimatu může tropické cyklóny ovlivnit různými způsoby: mezi možné důsledky změny klimatu způsobené člověkem patří zintenzivnění srážek a rychlosti větru, snížení celkové četnosti, zvýšení četnosti velmi intenzivních bouří a rozšíření pólu, kde cyklóny dosahují maximální intenzity. Tropické cyklóny využívají jako palivo teplý a vlhký vzduch. Vzhledem k tomu, že v důsledku změny klimatu dochází k oteplování oceánů, je tohoto paliva potenciálně k dispozici více. mezi lety 1979 a 2017 došlo ke globálnímu nárůstu podílu tropických cyklón kategorie 3 a vyšší na Saffirově–Simpsonově stupnici. Tento trend byl nejzřetelnější v severním Atlantiku a v jižní části Indického oceánu. V severním Pacifiku se tropické cyklóny přesouvaly k pólům do chladnějších vod a v tomto období nedošlo k nárůstu intenzity. Při oteplení o 2 °C se očekává, že větší procento (+13 %) tropických cyklón dosáhne síly kategorie 4 a 5. Studie z roku 2019 naznačuje, že pozorovaný trend rychlého zesilování tropických cyklón v Atlantické pánvi je způsoben změnou klimatu. Rychle zesilující cyklóny je obtížné předpovídat, a proto představují další riziko pro pobřežní komunity.
Teplejší vzduch dokáže pojmout více vodní páry: teoretický maximální obsah vodní páry je dán Clausiovým-Clapeyronovým vztahem, který dává ≈7% nárůst vodní páry v atmosféře na 1 °C oteplení. Všechny modely, které byly posouzeny v přehledovém článku z roku 2019, ukazují budoucí nárůst srážkových úhrnů. Další zvýšení hladiny moří zvýší úroveň bouřkových přívalů. Je pravděpodobné, že v důsledku změn tropických cyklón dojde k nárůstu extrémních větrných vln, což dále zvýší nebezpečí bouřkových přívalů pro pobřežní obce. Předpokládá se, že v důsledku globálního oteplování se zvýší složené účinky povodní, bouřkových přívalů a záplav na souši (řekách).
V současné době nepanuje shoda v tom, jak změna klimatu ovlivní celkovou četnost tropických cyklónů, většina klimatických modelů ukazuje v budoucích prognózách snížení četnosti, například práce z roku 2020 porovnávající devět klimatických modelů s vysokým rozlišením zjistila výrazné snížení četnosti v jižní části Indického oceánu a obecněji na jižní polokouli, zatímco u tropických cyklónů na severní polokouli byly zjištěny smíšené signály. Pozorování ukázala malou změnu celkové četnosti tropických cyklón po celém světě, přičemž četnost se zvýšila v severním Atlantiku a středním Pacifiku a výrazně se snížila v jižní části Indického oceánu a západní části severního Pacifiku. Došlo k rozšíření zeměpisné šířky, v níž dochází k maximální intenzitě tropických cyklón, směrem k pólu, což může souviset se změnou klimatu. V severním Pacifiku mohlo rovněž dojít k rozšíření směrem na východ. Mezi lety 1949 a 2016 došlo ke zpomalení rychlosti překládání tropických cyklón. Stále není jasné, do jaké míry to lze přičíst změně klimatu: ne všechny klimatické modely tento rys vykazují.